# Шапел Монбранде
Шапел Монбранде (фр. Chapelle-Montbrandeix) насеље је и општина у централној Француској у региону Лимузен, у департману Горња Вијена која припада префектури Рошешуар.
По подацима из 2011. године у општини је живело 250 становника, а густина насељености је износила 12,61 становника/km². Општина се простире на површини од 19,83 km². Налази се на средњој надморској висини од 400 метара (максималној 482 m, а минималној 319 m).

## Демографија
| 1962. | 1968. | 1975. | 1982. | 1990. | 1999. | 2011. |
| ----- | ----- | ----- | ----- | ----- | ----- | ----- |
| 372   | 412   | 352   | 333   | 293   | 262   | 250   |

График промене броја становника у току последњих година